# 三浦沙織
三浦 沙織（みうら さおり、1989年2月6日 - ）は、日本の女性モデル、ローカルタレント。

## 人物

### 経歴
福岡県北九州市生まれ。
2009年10月からテレビ番組ローカルバラエティドラマ『九州アイドル戦記』に出演。2012年3月から九州でちゃう！ガールズの活動を開始。

## 主な出演作品

### テレビ
- 九州アイドル戦記[1]（テレビ西日本）
- 九州だんじ[2](BSフジ・テレビ西日本)

### CM
- 宮崎県日本山人蔘生産本部「潤風日本山人参」[3]
- さくら咲く酒販「さくら咲く」[4]